# Maximilien Balard
Pour les articles homonymes, voir Balard.
Maximilien Balard né le 20 novembre 2000 à Sydney en Australie, est un footballeur australien, possédant également la nationalité française, qui joue au poste de milieu de terrain au NAC Breda.

## Biographie

### Jeunesse
Balard est né à Sydney, en Australie, de parents français, tous deux originaires d'Annecy et qui se sont rencontrés au lycée. Son père était un jeune joueur international français de rugby et est arrivé pour la première fois en Australie lors de sa rééducation d'un ligament croisé antérieur.
La famille est restée en Australie jusqu'aux trois ans de Maximilien, avant de s'installer en Malaisie, puis au Sri Lanka à ses six ans, au milieu de la guerre civile sri lankaise. Il séjourne dans d'autres pays pendant son enfance, à savoir le Vietnam et Dubaï aux Émirats arabes unis avant de finalement retourner en Australie.

### Carrière en club

#### Central Coast Mariners
Après avoir été formé au Sydney City SC puis à la Central Coast Mariners Academy (en), Balard fait ses débuts dans le football professionnel lors de la saison 2020-2021 contre le Macarthur FC. Il réussit à devenir un membre titulaire de l’équipe lors de la saison 2021-2022 et, à la fin de cette saison, signe une prolongation pour rester avec le club jusqu'à la fin de la saison 2023-2024.

#### NAC Breda
Le 2 juillet 2024, après la fin de son contrat avec le Central Coast Mariners, il rejoint le club néerlandais du NAC Breda pour un contrat d’une durée trois ans.

## Vie privée
Balard fréquente le Freshwater Senior Campus (en), où il obtient un ATAR (en) de 94,2. Il est diplômé de l'Université de Nouvelle-Galles du Sud en 2023 avec un double diplôme en économie et commerce après 4 ans d'études. Balard bénéficiait d'une bourse pendant ses études qui l'a conduit au Programme des athlètes d'élite, qui l'a aidé à organiser ses examens à l'Université.
En plus de son anglais natal, Balard parle également français et a appris l'espagnol.